# Michelet (släkt)
Michelet är en norsk släkt.
Släkten härstammar från Paul Michelet de Beauval (född 1617 i Frankrike), varifrån han jämte brodern Jacques fördrevs som hugenott. Paul Michelet de Beauval immigrerade till Norge 1644 och stupade som major 1660 under Fredrikshalds belägring.